# Alangium faberi
Alangium faberi är en kornellväxtart som beskrevs av Daniel Oliver. Alangium faberi ingår i släktet Alangium och familjen kornellväxter.

## Underarter
Arten delas in i följande underarter:
- A. f. dolichocarpum
- A. f. heterophyllum
- A. f. perforatum
- A. f. platyphyllum